# Wdowa (raperka)
Wdowa, właściwie Małgorzata Jaworska (ur. 13 listopada 1985 w Warszawie) – polska raperka, autorka tekstów, scenarzystka. Wykonywany przez nią rap cechuje klimat braggadocio.
Karierę zaczęła w 2000, produkując podkłady do utworów. W 2003 prowadząca program „W-Raps” (Women-Raps) na antenie internetowej telewizji TV Fly, całkowicie poświęcony kobietom, które tworzą muzykę rap, soul i r’n’b, freestyle, beatbox, a także graffiti. Była pierwszą polską artystką rapową debiutującą solowym, oficjalnym wydawnictwem (Braggacadabra, 2005, Fonografika). W 2007 roku dołączyła do grupy Szybki Szmal. Pod koniec 2009 roku dołączyła do ekipy Alkopoligamii. Nakładem tej wytwórni w 2010 roku została wydana jej druga, solowa płyta zatytułowana Superextra. 10 czerwca 2014 roku raperka podjęła decyzję o opuszczeniu wytwórni Alkopoligamia.com. Od 2021 roku współtworzy hip-hopowy skład WRR, razem z raperkami Ryfą Ri i Reną. W maju 2022 roku ukazał się jej trzeci studyjny album zatytułowany Historia Jednej Miłości.

## Dyskografia
Albumy solowe
| Rok                        | Dane dot. albumu                                                              | Pozycja na liście |
| Rok                        | Dane dot. albumu                                                              | POL               |
| -------------------------- | ----------------------------------------------------------------------------- | ----------------- |
| 2005                       | Braggacadabra - Data: 14 grudnia 2005 - Wydawca: Syndykat Dźwięku/Fonografika | –                 |
| 2010                       | Superextra - Data: 19 czerwca 2010 - Wydawca: Alkopoligamia.com/Fonografika   | 26                |
| 2013                       | Listopad EP - Data: 3 grudnia 2013 - Wydawca: Alkopoligamia.com/Fonografika   | 37                |
| 2022                       | Historia Jednej Miłości - Data: 31 maja 2022 - Wydawca: WdoWA                 | _                 |
| 2022                       | Lost Tapes (mixtape) - Data: 18 sierpnia 2022 - Wydawca: WdoWA                | _                 |
| „–” album nie był notowany |                                                                               |                   |

Notowane lub certyfikowane utwory
| 2007                        | „Niegrzeczna” (Pezet; gośc. Wdowa)       | – | – | –  | – | - ZPAV: złota płyta | Muzyka rozrywkowa |
| 2014                        | „Zbyt wiele” (Kaen; gośc. Wdowa, Cheeba) | 1 | 1 | 12 | 2 |                     | Piątek 13-go      |
| „–” utwór nie był notowany. |                                          |   |   |    |   |                     |                   |

Występy gościnne

## Teledyski
| Rok       | Tytuł                                                                                | Reżyseria/Realizacja                                         | Album                   | Źródło |
| --------- | ------------------------------------------------------------------------------------ | ------------------------------------------------------------ | ----------------------- | ------ |
| 2005      | „Iść”                                                                                | Marcin Janiec, Videolot                                      | Braggacadabra           | [ 20 ] |
| 2010      | „Cholera, tak!”                                                                      | Filip Kabulski, Witek Michalak                               | Superextra              | [ 21 ] |
| 2010      | „Cholera 2”                                                                          | Tomasz Czernicki                                             | Superextra              | [ 22 ] |
| 2011      | „Zapomniałam” (gościnnie: Czesław Mozil)                                             | –                                                            | Superextra              | [ 23 ] |
| 2013      | „Pięści”                                                                             | –                                                            | Listopad EP             | [ 24 ] |
| 2013      | „Zielone światło” (gościnnie: DJ Black Belt Greg)                                    | SensFilmProdukcje                                            | –                       | [ 25 ] |
| 2013      | „Mamacita”                                                                           | Michał Gościk/Arek Arciszewski                               | –                       |        |
| 2013      | „Nie banglasz (Remix)”                                                               | Kurt Rolson                                                  | –                       | [ 26 ] |
| 2014      | „Jeśli wiesz”                                                                        | dee.projekt                                                  | –                       | [ 27 ] |
| 2014      | „#Hot16Challenge”                                                                    | –                                                            | –                       | [ 28 ] |
| 2020      | „Leć” (gościnnie: Marlena Patynko)                                                   | dee.projekt                                                  | Lost Tapes              | [ 29 ] |
| 2020      | „#Hot16Challenge2"                                                                   | dee.projekt                                                  | –                       |        |
| 2022      | „Nie zwalniaj (randka)”                                                              | FVNCY Vision                                                 | Historia Jednej Miłości | [ 30 ] |
| 2022      | „CAPTCHA (fatalne zauroczenie)                                                       | FVNCY Vision                                                 | Historia Jednej Miłości | [ 31 ] |
| 2022      | "Toast! (miłość)                                                                     | FVNCY Vision                                                 | Historia Jednej Miłości | [ 32 ] |
| Gościnnie |                                                                                      |                                                              |                         |        |
| 2012      | „Kolor purpury” – Donguralesko (gościnnie: Waldemar Kasta, VNM, Wdowa, Brahu, Fokus) | –                                                            | Zaklinacz deszczu       | [ 33 ] |
| 2012      | „Robię swoje” – Aes (gościnnie: Wdowa, Spinache, Marysia Zatorska)                   | –                                                            | –                       | [ 34 ] |
| 2014      | „Zbyt wiele” – Kaen (gościnnie: Wdowa, Cheeba)                                       | Mirek Kaźmierczak, Paulina Małyska                           | Piątek 13-go            | [ 35 ] |
| 2014      | „Ziemia obiecana” – Łysonżi Dżonson (gościnnie: Wdowa, Masia)                        | Damian Michalak, Maciej Karbownik, KaiTech                   | Browka szpinak          | [ 36 ] |
| 2016      | „BrejnFAK” – VNM (gościnnie: Wdowa)                                                  |                                                              | HALFLAJF                | [ 37 ] |
| 2017      | „Topielce” – Sylwia Dynek (gościnnie: Wdowa)                                         | ApelRecords                                                  | –                       | [ 38 ] |
| 2018      | "Chora" – Honorata Skarbek (gościnnie: Wdowa)                                        | Dawid Ziemba, Artur Strączek Jola Mochalska MIND PRODUCTIONS | Sunet                   | [ 39 ] |
| 2019      | „Pantery” – Adma (gościnnie: Wdowa)                                                  | Otrabarwastudio                                              | –                       | [ 40 ] |
| 2021      | „Wymiana” – Wdowa, Fontam, Siles, Pono                                               | Okifilmproduction                                            | The Next Best Mixtape 2 | [ 41 ] |
| 2022      | "Puk Puk! Kto tam? ft.022” – Ero (various artists)                                   | Street Concept                                               | –                       | [ 42 ] |
| 2022      | "Rój" – Sebastian Fabijański (gościnnie: Nemy, WaldemarKasta, Wdowa)                 | Damian Łydek                                                 | Cukier                  |        |
| 2022      | „Ziomek” – Żaneta Chełminiak (gościnnie: Wdowa)                                      | Patrycja Wiewiórka, Mikołaj Sawicki                          | –                       |        |
| 2023      | "Zła dziewczyna RMX" – Dj Decks (gościnnie: Córy, Ryfa, Wdowa, Adma)                 | 9Liter                                                       | Mixtape3                | [ 43 ] |
| Inne      |                                                                                      |                                                              |                         |        |
| 2014      | „Koncert” – Wdowa, donGuralesko, Tede, Diox, Numer Raz                               | –                                                            | –                       | [ 44 ] |
| 2020      | "Legia Kosz" – Proceente, Łysonżi, Kuba Knap, Wdowa, Ero, Żary, Wigor                | Crew Production                                              | –                       | [ 45 ] |